# Othniel Charles Marsh
Aquest autor és citat en taxonomia animal amb el nom «Marsh».
Othniel Charles Marsh (29 d'octubre del 1831 – 18 de març del 1899) fou un dels paleontòlegs estatunidencs més eminents del segle xix, descobridor i definidor de molts fòssils trobats a l'oest americà.
Nasqué a Lockport (Nova York). Es graduà al Yale College el 1860 i estudià geologia i mineralogia al Sheffield Scientific School, New Haven, i després paleontologia i anatomia a Berlín, Heidelberg i Wrocław. Tornà als Estats Units el 1866, i aconseguí la càtedra de paleontologia dels vertebrats a la Universitat Yale. Persuadí el seu oncle, George Peabody, de fundar el Museu Peabody d'Història Natural a Yale.
Al maig del 1871, Marsh excavà els primers fòssils de pterosaure trobats a Amèrica. També descobrí cavalls primitius, rèptils voladors, l'apatosaure, l'al·losaure, Ichthyornis i Hesperornis.
També se'l coneix per la Guerra dels Ossos que lliurà contra Edward Drinker Cope. Ambdós eren molt competitius, i descobriren i documentaren més de 120 espècies noves de dinosaure entre els dos.
Marsh morí el 1899 i fou enterrat al Grove Street Cemetery de New Haven.